# Mary Fitzalan-Howard
Lady Mary Rachel Fitzalan-Howard (Londra, 27 giugno 1905 – Burgess Hill, 17 agosto 1992) è stata una nobildonna inglese.

## Biografia
Era la primogenita di Henry Fitzalan-Howard, XV duca di Norfolk, e della sua seconda moglie, Gwendolin Herries.

## Matrimoni

### Primo Matrimonio
Sposò, il 31 luglio 1939, il tenente colonnello Colin Keppel Davidson, nipote di William Keppel, VII conte di Albemarle. Ebbero due figli:
- Henry Duncan Davidson (29 marzo 1941), sposò Sarah Filmer Wilson, ebbero quattro figlie;
- Harriet Mary Davidson (1942), sposò Michael Richard Sefi, ebbero tre figli.

Suo marito venne ucciso in Tunisia durante la Seconda guerra mondiale.

### Secondo Matrimonio
Sposò, il 9 novembre 1961, Anthony Hilton Pepys, figlio del colonnello Walter Pepys. Non ebbero figli.

## Morte
Fu Lady-in-Waiting della principessa Marina, duchessa di Kent (1943-1968).
Morì il 17 agosto 1992.